# Stade national Mỹ Đình
Le stade national Mỹ Đình (Sân vận động quốc gia Mỹ Đình) est un stade vietnamien situé à dans le District de Nam Tu Liem à Hanoï. 
Ce stade de 40 192 places accueille les matches à domicile de l'équipe du Viêt Nam de football. 
Il a également accueilli les Jeux d'Asie du Sud-Est de 2003, la Coupe d'Asie des nations de football 2007 et les Jeux asiatiques en salle 2009.

## Événements
- Jeux d'Asie du Sud-Est de 2003
- Coupe du Tigre 2004
- Coupe d'Asie des nations de football 2007
- Jeux asiatiques en salle 2009
- AFF Suzuki Cup 2010

## Galerie

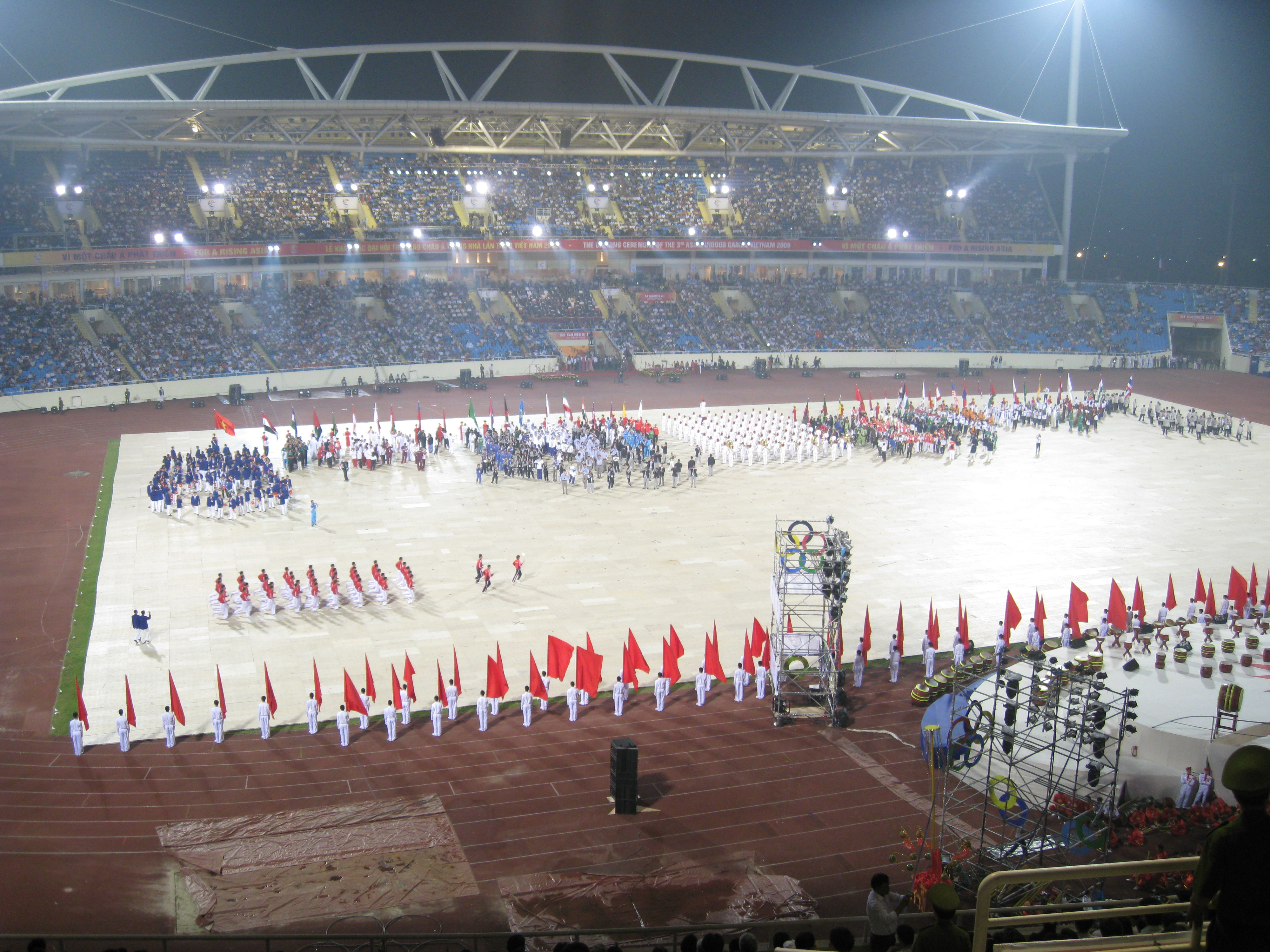
Ouverture des Jeux asiatiques en salle 2009
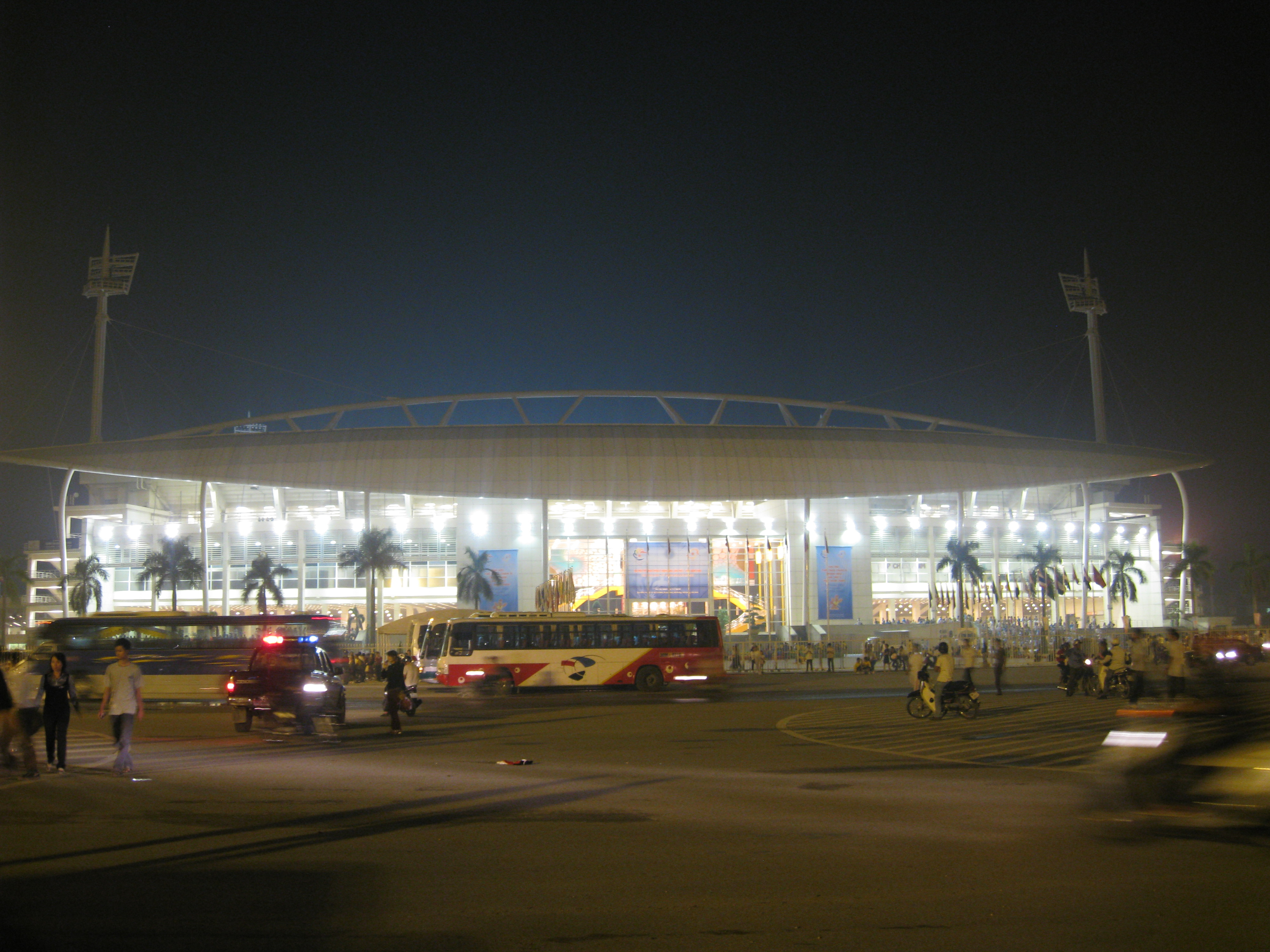
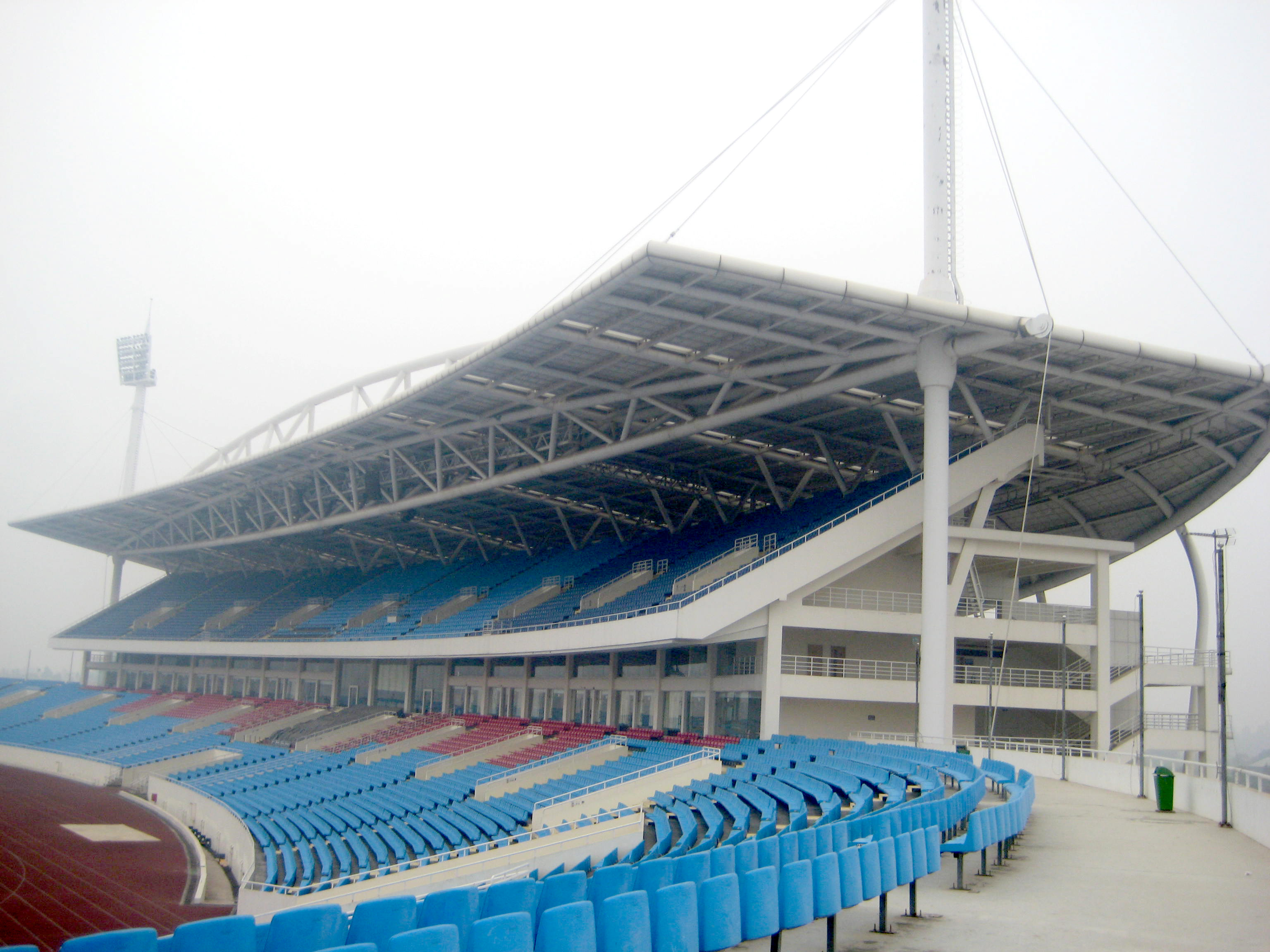